# Илустрација
Илустрација може бити цртеж, слика, фотографија или други облик уметности. Сврха илустрације је да декорише причу, песму или део текстуалне информације (као што је чланак у новинама), традиционално визуелно представљајући неки део описа у тексту.
Илустрација је декорација, интерпретација или визуелно објашњење текста, концепта или процеса, дизајнирана за интеграцију у штампане и дигитално објављене медије, као што су постери, леци, часописи, књиге, наставни материјали, анимације, видео игрице и филмови. Илустрацију обично креира илустратор. Дигиталне илустрације се често користе да би се веб-сајтови и апликације учинили лакшим за коришћење, као што је употреба емоџија који прате дигитални тип. Илустрација такође значи пружање примера; било у писаној форми или у облику слике.
Порекло речи „илустрација“ је касносредњеенглеско (у смислу „осветљење; духовно или интелектуално просветљење“): преко старофранцуског од латинске речи illustratio(n-), од глагола illustrare.

## Стилови илустрације
Специјалистичке области[1] укључују:
- Архитектонска илустрација
- Археолошка илустрација
- Илустрација књиге
- Ботаничка илустрација
- Концептна уметност
- Модна илустрација
- Информациона графика
- Livre d'art
- Техничка илустрација
- Медицинска илустрација
- Наративна илустрација
- Сликовнице
- Научна илустрација

## Техничка и научна илустрација
Техничка и научна илустрација саопштава информације техничке или научне природе. Ово може укључивати растављене приказе, исечке, пролазе, реконструкције, инструкцијске слике, дизајн компоненти, дијаграме. Циљ је „генерисање експресивних слика које ефективно преносе одређене информације путем визуелног канала до људског посматрача“.
Техничка и научна илустрација је генерално дизајнирана да опише или објасни субјекте нетехничкој публици, тако да мора да пружи „укупан утисак о томе шта објекат јесте или ради, како би се повећало интересовање и разумевање гледаоца.“
Постоји Цех илустратора природних наука и Удружење медицинских илустратора. Врсте послова се крећу од истраживачких института преко музеја до анимације.

## Илустрација као ликовна уметност
Познато је да оригинална илустрација може да привуче високе цене на аукцији. Слика америчког уметника Нормана Роквела „Раскидање кућних веза“ продата је на Сотбисoвој аукцији 2006. за 15,4 милиона долара. Многи други жанрови илустрације су једнако цењени, а пинуп уметници као што су Гил Елвгрен и Алберто Варгас, на пример, такође остварују високе цене.

## Функција
Илустрација обухвата широк појам и може послужити тако што ће:
- Дати лице главним јунацима у причи;
- Презентовати више примера предмета у школским уџбеницима ;
- Дати визуелно „корак по корак“ објашњење за неку поправку;
- Допунити или објаснити одређени текст;
- итд...

## Историја

### Рана историја
Најраније форме илустрације биле су цртежи у пећинама праисторијских људи.

### Од 15. до 18. века
Током 15. века, књиге су илустроване помоћу дрвореза. Главни процес репродукције илустрације био је гравирање. На крају 18. века, Литографија постаје доступна и илустрација постаје све квалитетнија.

### Златно доба илустрације
Од раних 1800-их новине, магазини за масовно тржиште и илустроване књиге постали су доминантни потрошачки медији у Европи и Новом свету. До 19. века, развој технологије штампања омогућио је илустраторима да експериментишу са бојама и техникама приказивања. Овај развој штампарства утицао је на све области књижевности од кувара, фотографије и туристичких водича, као и књига за децу. Такође, због напретка у штампању, постало је приступачније производити фотографије у боји унутар књига и других материјала. До 1900. године скоро 100 посто папира је било машински направљено, и док је особа која је радила ручно могла произвести 60-100 фунти папира дневно, механизација је давала око 1.000 фунти дневно. Поред тога, у периоду од 50 година између 1846. и 1916. године, производња књига је порасла за 400%, а цена књига је преполовљена.
Америчко „златно доба илустрације“ трајало је од 1880-их па до негде мало после Првог светског рата (мада су се каријере неким „златним“ илустраторима настављале и пар деценија касније). То је било време новина, часописа, и илустрованих књига као најдоминантнијих медија. Развијање штампарске технологије доводи илустраторе до испробавања нових техника и боја. Мал група илустратора постаје богата и позната. 
У Европи, на златно доба утицали су покрети дизајна као што је био Арт Нуово. Главни уметници били су Волтер Крејн, Едмунд Дулак, Обри Бирдсли, Артур Ракам и Кеј Нилсен. Амерички илустратори тог периода били су Брендивајн Вали који је сликао традиционално, који је започео Хауард Пајл а наставили његови студенти, у које спадају Норман Роквел, Хадон Сандблом, Н.К. Вајат, Масфилд Париш, Френк Шуновер and Едвин Остин Аби.
У Француској, 1905. године, Друштво савремене књиге наручило од Пола Жува да илуструје Књигу о џунгли Радјарда Киплинга. Пол Жув је посветио десет година изради 130 илустрација ове књиге која ће остати једно од ремек-дела библиофилије..

### Илустрација данас
Почевши од 1990-их, традиционални илустратори се суочавају са изазовом употреба компјутерских програма као што су Adobe Illustrator, Адоби фотошоп, и CorelDRAW. Упркос постојању старих традиционалних техника илустрације, компјутерски програми све више доминирају тржиштем, док се неки илустратори чак и посебно образују за рад над таквим врстама програма.

## Уметност илустрације
Интересовање за уметност илустрације путем књига, постера и часописа из дана у дан све више и више расте. Данас постоје и музејске изложбе, часописи и каталози посвећени овој врсти уметности, од најранијих дана па до данас.